# Estadio de la Expo '70 de Osaka
El Estadio Expo '70 de Osaka (en japonés: 万博記念競技場), es un estadio multiusos situado en la ciudad de Suita, Prefectura de Osaka, en Japón. Posee una capacidad para 21 000 personas y fue desde 1993 hasta 2015 la casa del club Gamba Osaka de la J1 League.
El estadio fue diseñado años después de la finalización de la Exposición Mundial de Osaka de 1970, celebrada en la ciudad de Suita.  

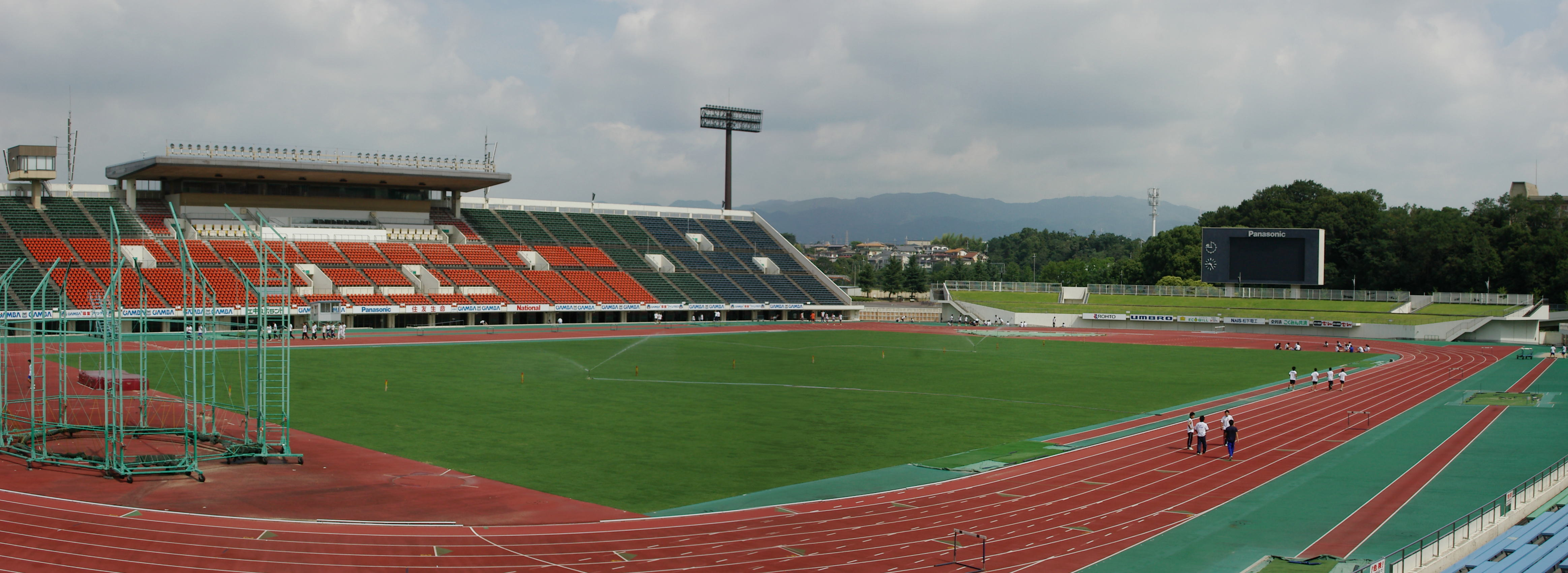
Estadio de la Expo '70 de Osaka antes de la reforma de las tribunas cabeceras